# Plodorodne (Melitopol)
Plodorodne (ukrainisch Плодородне; russisch Плодородное Plodorodnoje) ist ein Dorf im Süden der ukrainischen Oblast Saporischschja mit etwa 1500 Einwohnern.

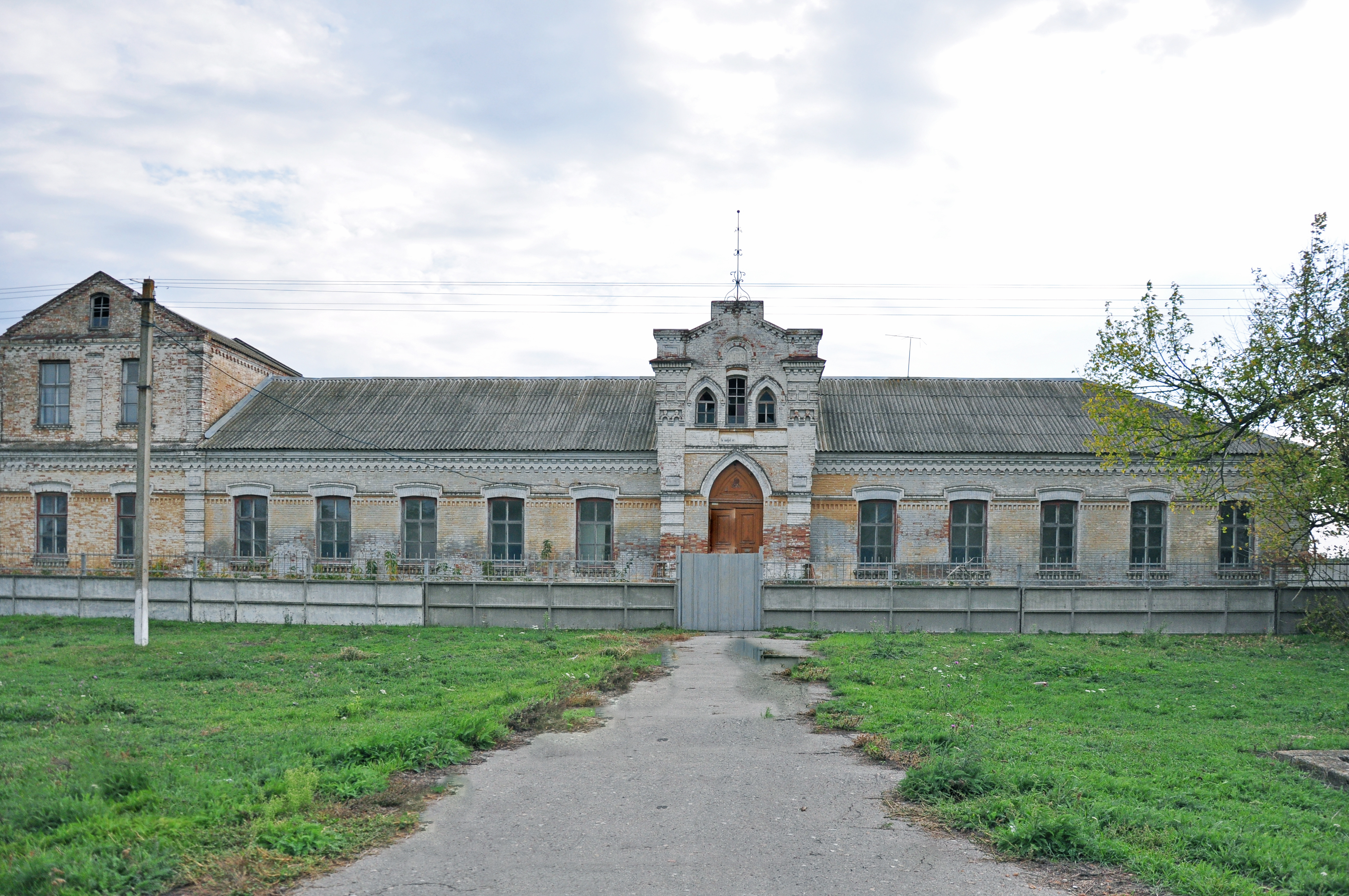
Ehemaliges Haus der deutschen Schule

Das Dorf wurde 1810 unter dem Namen Reichenfeld von Schwarzmeerdeutschen gegründet und war Teil der Prischiber Kolonien, ab dem 21. Mai 1945 hieß es Schyroke und seit 1963 trägt es den heutigen Namen. Es liegt an der Bahnstrecke Sewastopol–Charkiw, 36 km nördlich vom Rajonszentrum Melitopol und etwa 78 km südlich vom Oblastzentrum Saporischschja entfernt.
Im März 2022 wurde der Ort durch russische Truppen im Rahmen des Russischen Überfalls auf die Ukraine eingenommen und befindet sich seither nicht mehr unter ukrainischer Kontrolle.

## Verwaltungsgliederung
Am 25. Mai 2017 wurde das Dorf zum Zentrum der neugegründeten Landgemeinde Plodorodne (Плодородненська сільська громада/Plodorodnenska silska hromada). Zu dieser zählen auch die 11 in der untenstehenden Tabelle aufgelisteten Dörfer, bis dahin bildete es zusammen mit den Dörfern Bratske, Pokasne, Radisne und Sraskowe die gleichnamige Landratsgemeinde Plodorodne (Плодородненська сільська рада/Plodorodnenska silska rada) im Süden des Rajons Mychajliwka.
Seit dem 17. Juli 2020 ist sie ein Teil des Rajons Melitopol.
Folgende Orte sind neben dem Hauptort Plodorodne Teil der Gemeinde:
| Name                     | Name           | Name                             |
| ukrainisch transkribiert | ukrainisch     | russisch                         |
| ------------------------ | -------------- | -------------------------------- |
| Bratske                  | Братське       | Братское (Bratskoje)             |
| Marjaniwka               | Мар'янівка     | Марьяновка (Marjanowka)          |
| Mykolajiwka              | Миколаївка     | Николаевка (Nikolajewka)         |
| Molodischne              | Молодіжне      | Девнинское (Dewninskoje)         |
| Nowomykolajiwka          | Новомиколаївка | Новониколаевка (Nowonikolajewka) |
| Oleksandriwka            | Олександрівка  | Александровка (Aleksandrowka)    |
| Pidhirne                 | Підгірне       | Подгорное (Podgornoje)           |
| Pokasne                  | Показне        | Показное (Pokasnoje)             |
| Radisne                  | Радісне        | Радостное (Radostnoje)           |
| Solodke                  | Солодке        | Сладкое (Sladkoje)               |
| Sraskowe                 | Зразкове       | Зразковое (Sraskowoje)           |